# Virgulino Ferreira da Silva
Virgulino Ferreira da Silva (ur. w 1897 w Serra Talhada, zm. 28 lipca 1938 na farmie Angico w Poço Redondo), znany jako Lampião (z por. Lampa oliwna), w latach dwudziestych i trzydziestych XX wieku przywódca banitów z Cangaço terroryzujących północno-wschodnią Brazylię, później powstała legenda o nim, będąca przedmiotem wielu folkowych książek i opowiadań.

## Życiorys
Był trzecim synem José Ferreira da Silvy i Marii Lopes. Urodzony w wiosce Serra Talhada w roku 1897. Do dwudziestego pierwszego roku życia pracował przy wyrobie skór. W 1919 roku jego ojciec został zamordowany w konfrontacji z policją, młody Brazylijczyk przysiągł zemstę, którą miał zamiar wykonać za wszelką cenę. Następne 19 lat spędził jako wyjęty spoza prawa maruder, przez ten okres żył z bandą ludzi z Cangaço, znanych jako cangaceiros. Nie liczyła ona nigdy więcej niż pięćdziesięciu ciężko uzbrojonych jeźdźców, poruszających się w skórzanych kapeluszach, kurtkach i spodniach, mających ich chronić przed dziką roślinnością tego regionu (caatinga), typową dla bagnistych terenów rozciągających się w północno-wschodnich regionach Brazylii. Cangaceiros wyposażeni byli w strzelby Mausera oraz broń lżejszą m.in. Winchestery, rewolwery, półautomatyczne Mauser C96 i inne. Virgulino atakował głównie małe miasta i farmy w siedmiu stanach: grabił, brał zakładników, gwałcił, torturował i zabijał. W 1930 dołączyła do grupy jego dziewczyna Maria Déa, używająca pseudonimu Maria Bonita, która naśladowała inne kobiety w bandzie, zachowujące się i ubierające jak mężczyźni. W roku 1932 urodziła im się córka.

## Śmierć
28 lipca 1938 roku ktoś z cangaceiros zdradził resztę i przyczynił się do zastawienia policyjnej zasadzki. Na farmie Angico w stanie Sergipe oficerowie uzbrojeni w karabiny maszynowe po krótkiej strzelaninie zabili 11 osób, w tym samego Lampião i Marię Bonitę. Ich głowy zostały obcięte i przewiezione do Salwadoru w celu sprawdzenia na State Forensic Institute. Po publicznej ekspozycji, dopiero w 1971 roku "eksponaty" zostały odzyskane przez rodziny Virgulina i Marii, by je pochować.

## Folkowy bohater
Na tej historii opiera się wiele legend, opowiadań, oper mydlanych czy dramatów. Lampião uznawany jest za "Robin Hooda Dzikiego Zachodu". Jest postacią ważną w historii, obrazującą walkę i poświęcenie. W swojej opinii był największym ówczesnym bandytą w północno-wschodniej Brazylii.